# Seefeld (Opper-Beieren)
Seefeld is een plaats in de Duitse deelstaat Beieren, en maakt deel uit van de Landkreis Starnberg.
Seefeld telt 7.468 inwoners.
Andechs ·
Berg ·
Feldafing ·
Gauting ·
Gilching ·
Herrsching am Ammersee ·
Inning am Ammersee ·
Krailling ·
Pöcking ·
Seefeld ·
Starnberg ·
Tutzing ·
Weßling ·
Wörthsee